# Пабло Альбано
Пабло Альбано (ісп. Pablo Albano; нар. 11 квітня 1967) — колишній аргентинський тенісист.
Найвищу одиночну позицію світового рейтингу — 192 місце досяг 6 серпня 1990, парну — 25 місце — 9 червня 1997 року.
Здобув 9 парних титулів.
Найвищим досягненням на турнірах Великого шолома були півфінали в парному розряді.
Завершив кар'єру 2001 року.

## Фінали

### Парний розряд (9–9)
| Результат | W/L | Дата | Турнір                                          | Покриття | Партнер             | Суперники                           | Рахунок          |
| --------- | --- | ---- | ----------------------------------------------- | -------- | ------------------- | ----------------------------------- | ---------------- |
| Поразка   | 1.  | 1989 | Сан-Марино                                      | Ґрунт    | Ґуставо Луса        | Сімоне Коломбо Клаудіо Медзадрі     | 4–6, 1–6         |
| Перемога  | 1.  | 1990 | Женева, Швейцарія                               | Ґрунт    | Давід Енгель        | Ніл Борвік Девід Льюїс              | 6–3, 7–6         |
| Перемога  | 2.  | 1993 | Бордо, Франція                                  | Тверде   | Хав'єр Франа        | Девід Адамс Андрій Ольховський      | 7–6, 4–6, 6–3    |
| Поразка   | 2.  | 1993 | Сан-Паулу, Бразилія                             | Ґрунт    | Хав'єр Франа        | Серхіо Касаль Еміліо Санчес Вікаріо | 6–4, 6–7, 4–6    |
| Поразка   | 3.  | 1995 | Сан-Марино                                      | Ґрунт    | Федеріко Мордеган   | Хорді Арресе Ендрю Кратцманн        | 6–7, 6–3, 2–6    |
| Перемога  | 3.  | 1996 | Сан-Марино                                      | Ґрунт    | Лукас Арнольд Кер   | Маріано Худ Себастьян Прієто        | 6–1, 6–3         |
| Перемога  | 4.  | 1996 | Відкритий чемпіонат Хорватії з тенісу, Хорватія | Ґрунт    | Луїс Лобо           | Гірт Дзелде Удо Пламберґер          | 6–4, 6–1         |
| Поразка   | 4.  | 1996 | Марбелья, Іспанія                               | Ґрунт    | Лукас Арнольд Кер   | Ендрю Кратцманн Джек Вейт           | 7–6, 3–6, 4–6    |
| Перемога  | 5.  | 1997 | Мілан, Італія                                   | Килим    | Петер Нюборґ        | Девід Адамс Андрій Ольховський      | 6–4, 7–6         |
| Поразка   | 5.  | 1997 | Барселона, Іспанія                              | Ґрунт    | Алекс Корретха      | Альберто Берасатегі Хорді Бурільйо  | 3–6, 5–7         |
| Перемога  | 6.  | 1997 | Мюнхен, Німеччина                               | Ґрунт    | Алекс Корретха      | Карстен Браш Єнс Кніппшильд         | 3–6, 7–5, 6–2    |
| Перемога  | 7.  | 1998 | Мальорка, Іспанія                               | Ґрунт    | Даніель Оршанік     | Їржі Новак (тенісист) Давід Рікл    | 7–6, 6–3         |
| Поразка   | 6.  | 1998 | Палермо, Італія                                 | Ґрунт    | Даніель Оршанік     | Доналд Джонсон Франсіско Монтана    | 4–6, 6–7         |
| Перемога  | 8.  | 2000 | Богота, Колумбія                                | Ґрунт    | Лукас Арнольд Кер   | Жоан Бальсельс Маурісіо Хадад       | 7–6, 1–6, 6–2    |
| Перемога  | 9.  | 2000 | Кіцбюель, Австрія                               | Ґрунт    | Цирил Сук           | Джошуа Ігл Ендрю Флорент            | 6–3, 3–6, 6–3    |
| Поразка   | 7.  | 2000 | Палермо, Італія                                 | Ґрунт    | Марк-Кевін Гелльнер | Томас Карбонелл Мартін Гарсія       | W/O              |
| Поразка   | 8.  | 2001 | Касабланка, Марокко                             | Ґрунт    | Девід Макферсон     | Майкл Гілл Джефф Таранго            | 6–7, 3–6         |
| Поразка   | 9.  | 2001 | Бухарест, Румунія                               | Ґрунт    | Марк-Кевін Гелльнер | Александар Кітінов Юган Ландсберг   | 4–6, 7–6, [6–10] |